# Prassagora (storico)
Prassagora (in greco: Praxagoras; Atene, ... – ...; fl. inizi IV secolo) fu uno storico pagano del tardo Impero romano.
Prassagora era originario di Atene. Molto probabilmente apparteneva alla classe aristocratica superiore di Atene, come indicano chiaramente il suo nome (alcuni Praxagoras sono registrati epigraficamente tra i membri della classe superiore ateniese dal II al IV secolo) e le sue attività letterarie. Avrà avuto una formazione corrispondente e sarà stato vicino all'ambiente letterario dei retori.
La maggior parte delle informazioni su Prassagora conservatesi sono dovute a un estratto riportato dallo studioso bizantino Fozio (Biblioteca cod. 62), secondo il quale Prassagora, all'età di 22 anni, scrisse una biografia dell'imperatore Costantino il Grande in due libri, scritta nel dialetto ionico della lingua greca. Secondo Fozio, la prosa era accurata e piacevole. È probabilmente in Prassagora che compare per la prima volta l'appellativo «il Grande» per Costantino. Prassagora elogia l'imperatore in modo panegirico; secondo Fozio, egli scrisse:
Per il pagano Prassagora non c'era apparentemente alcuna contraddizione nel presentare Costantino come un imperatore eccezionale secondo l'ideale antico dei governanti, sebbene promuovesse il cristianesimo. La biografia sembra terminare con l'unificazione dell'Impero sotto Costantino e la fondazione di Costantinopoli (324) e fu probabilmente utilizzata dagli storici successivi (forse anche da Eusebio di Cesarea). Sono sopravvissuti solo alcuni frammenti (Die Fragmente der griechischen Historiker n. 219 o in Brill's New Jacoby n. 219), che si basano principalmente sulla sintesi di Fozio. La probabile datazione dell'opera è collocabile con probabilità nell'ultimo decennio di regno di Costantino, tra il 327 e il 337.
Prassagora scrisse altri due trattati storici, una storia dei re di Atene in due libri (anche se Felix Jacoby già sospettava che potesse trattarsi solo di un elenco di arconti) e un'opera storica su Alessandro Magno in sei libri. Di entrambe le opere non sopravvive nulla, se non i titoli che Fozio riporta nel suo riassunto. Secondo Fozio, che afferma di aver letto queste informazioni riportate dall'autore, Prassagora scrisse la Storia dei re di Atene all'età di 19 anni, la Vita di Costantino a 21 anni e la Storia di Alessandro Magno a 31 anni. Rowland Smith ha teorizzato che la Storia di Alessandro di Prassagora potrebbe essere stata letta da Giuliano, che era un ammiratore di Alessandro. È certo che la Storia di Alessandro è l'opera più lunga e probabilmente la più matura di Prassagora; essa riflette anche il crescente interesse per la Persia e l'Oriente in questo periodo. Dimitris Krallis ritiene che lo storico pagano Zosimo, che scrisse intorno al 500, abbia organizzato alcune parti del suo racconto nel secondo libro della sua Storia nuova (Historia Nea) sulla base delle descrizioni delle guerre persiane e delle campagne di Alessandro Magno. Queste parti non erano adatte a ricostruire gli eventi politici dell'epoca di Costantino, ma riflettevano la rappresentazione di una fonte storica pagana dell'epoca di Costantino, ormai perduta, che vedeva l'imperatore in modo positivo (in contrasto con l'altra rappresentazione di Zosimo). A questo proposito, Krallis ha ipotizzato che potesse trattarsi dell'opera storica di Prassagora.